# Hyperkapnie
Unter Hyperkapnie (von altgriechisch ὑπέρ „über“ und καπνός „Dunst, Rauch, Gas“) versteht man einen erhöhten Kohlenstoffdioxidgehalt im Blut.
Dieser kann über den Partialdruck definiert werden; der normale Wert (Kohlenstoffdioxid-Partialdruck im menschlichen Blut) liegt bei 40 mmHg für Arterialblut (normaler paCO2: 32–45 mmHg bzw. 4,27–6,40 kPa). Ab einem Wert von zirka 45 mmHg spricht man von einer Hyperkapnie. Es gibt Menschen, die durch eine chronische Minderfunktion ihrer Atmung eine dauerhafte Hyperkapnie aufweisen und daran adaptiert sind. Ab einem Wert von zirka 60 mmHg kommt es zu einer zunehmenden CO2-Narkose.
Die Höhe dieses Druckes ist von zwei Faktoren bestimmt:
1. der Produktion von Kohlenstoffdioxid
2. der Abatmung von Kohlenstoffdioxid (alveoläre Ventilation)

Eine erhöhte Produktion von Kohlenstoffdioxid kann in der Regel „abgeatmet“ werden, es sei denn, es liegen pathologische Umstände vor (z. B. erniedrigte Compliance). Der erhöhte Kohlenstoffdioxid-Partialdruck führt vor allem zu respiratorischer Azidose.
Das  Antonym zu Hyperkapnie, also ein zu niedriger Kohlenstoffdioxidgehalt des Blutes, wird als Hypokapnie bezeichnet.

## Ursachen
Ursache einer Hyperkapnie ist meist eine Störung der Lungenventilation (früher respiratorische Globalinsuffizienz genannt), die aufgrund alveolärer Hypoventilation, pulmonaler Diffusionsstörung oder pulmonaler Verteilungsstörung entsteht. Ein hyperkapnisches Atemversagen kann beispielsweise bei einer plötzlichen Verschlechterung der chronisch-obstruktiven Lungenerkrankung (COPD) auftreten. Die Hyperkapnie entsteht aber auch durch eine metabolische Alkalose oder durch Einatmung stark kohlendioxidhaltiger Luft (ab 8 bis 10 Volumenprozent kommt es zu einer Kohlendioxidvergiftung).

## Symptome
Anfangs kommt es zu einer Hautrötung, Muskelzuckungen, Extrasystolen. Im fortgeschrittenen Stadium treten Panik, Krampfanfälle, Bewusstseinsstörungen und schließlich Koma (CO2-Narkose) auf.

## Therapie
Zur Behandlung eines hyperkapnischen respiratorischen Versagens der Atmung kann zur Unterstützung der Atemarbeit eine maschinelle Beatmung des Patienten erfolgen, etwa mit einer druckunterstützten nichtinvasiven Beatmung mit einem hohen Gasfluss (gegebenenfalls über 60 Liter pro Minute) des Sauerstoff-Luft-Gemisches.